# Anisoptera laevis
Anisoptera laevis là một loài thực vật thuộc họ Dipterocarpaceae. Loài này có ở Brunei, Indonesia, Malaysia, và Singapore.